# Tipularia odorata
Tipularia odorata är en orkidéart som beskrevs av Noriaki Fukuyama. Tipularia odorata ingår i släktet Tipularia och familjen orkidéer. Inga underarter finns listade i Catalogue of Life.